# James Dapogny
James Elliot Dapogny  (* 3. September 1940 in Berwyn, Illinois; † 6. März 2019) war ein US-amerikanischer Jazzpianist, Bandleader und Musikwissenschaftler.

## Wirken
Dapogny leitete ab 1976 ein Ensemble namens The Chicago Jazz Band (u. a. mit Russ Whitman), das mit Sippie Wallace und den Chenille Sisters spielte und Auftritte in der Prairie Home Companion hatte. Er unterrichtete ab 1966 an der University of Michigan, wo er 1971 über Kompositionen von Luigi Dallapiccola promovierte und seit 1989 eine Professur für Musiktheorie innehatte. 2006 wurde er emeritiert. Dapogny verfasste ein Buch und mehrere Aufsätze über den Komponisten und Interpreten Jelly Roll Morton, sowie die Liner Notes für dessen Library-of-Congress-Aufnahmen; außerdem war er Herausgeber der Jazz Masterworks Editions, eine Reihe des Oberlin College und der Smithsonian Institution. Im Bereich des Jazz war er zwischen 1975 und 2011 an 15 Aufnahmesessions beteiligt, u. a. auch mit Doc Cheatham, Bob Schulz, Keith Nichols, Marty Grosz (James P. Johnson Songbook) und Maria Muldaur (Naughty Bawdy & Blue).

## Diskographische Hinweise
- The Piano Music of J.R. Morton (Smithsonian Records, 1976)
- Back Home in Illinois (Jazzology Records, 1982)
- Chicago Jazz Band (Jazzology, 1982)
- How Could We Be Blue? (Stomp Off, 1988)
- The Way We Feel Today (Stomp Off, 1988)
- Laughing at Life (Discovery Records, 1992)
- Original Jelly Roll Blues (Discovery, 1993)
- Hot Club Stomp: Small Band Swing (Discovery, 1995)
- On the Road (Schoolkids Records, 1995)

## Publikationen (Auswahl)
- Jelly Roll Morton: The Collected Piano Music, 1982